# Noah Gaudin
Noah Theo Anthony Gaudin (* 12. Juni 1999 in Hameln, Deutschland) ist ein französischer Handballspieler. Der 1,96 m große Rückraumspieler spielt seit 2025 für den französischen Erstligisten Paris Saint-Germain und steht zudem im Aufgebot der französischen Nationalmannschaft.

## Karriere

### Verein
Noah Gaudin bestritt seine ersten Spiele in der höchsten französischen Liga für Sélestat AHB in der Saison 2016/17. Zur Saison 2017/18 wechselte der Rückraumspieler zu Pays d’Aix UC, mit dem er im EHF-Pokal 2019/20 erste internationale Erfahrung sammelte. In der Rückrunde der Saison 2018/19 wurde er an Cesson Rennes Métropole HB ausgeliehen, ehe er für eine weitere Saison zu PAUC zurückkehrte. Im Sommer 2020 unterschrieb er in Dänemark bei SønderjyskE Håndbold. Ab 2023 spielte Gaudin für Skjern Håndbold. Mit 186 und 216 Saisontoren gehörte er in den nächsten zwei Spielzeiten zu den besten Torschützen der Håndboldligaen. In der Saison 2024/25 erreichte er mit Skjern die Finalspiele um die dänische Meisterschaft, in denen man Aalborg Håndbold unterlag.
Zur Saison 2025/26 kehrte er nach Frankreich zurück und unterschrieb einen Dreijahresvertrag bei Paris Saint-Germain.

### Nationalmannschaft
Mit der französischen Jugend-Nationalmannschaft gewann Gaudin das Europäische Olympische Sommer-Jugendfestival 2017, die U-18-Europameisterschaft 2016 und die U-19-Weltmeisterschaft 2017. Mit der französischen Junioren-Nationalmannschaft gewann er bei der U-20-Europameisterschaft 2018 die Silbermedaille und bei der U-21-Weltmeisterschaft 2019 die Goldmedaille.
In der französischen A-Nationalmannschaft debütierte er beim 33:32-Sieg gegen Dänemark am 12. März 2025 in Lyon.

## Privates
Noah Gaudin wurde 1999 in Hameln geboren, wo sein Vater Christian von 1997 bis 1999 als Handballtorhüter beim VfL Hameln unter Vertrag stand, ehe er zum SC Magdeburg wechselte. Im Jahr 2003 kehrte die Familie nach Frankreich zurück. Seine Brüder Clément und Thomas sowie sein Onkel Gilles Derot und sein Cousin Théo Derot spielen bzw. spielten ebenfalls Handball.